# Rafael Márquez
Rafael Márquez Álvarez (Zamora, 13 de fevereiro de 1979) é um treinador e ex-futebolista mexicano que atuava como zagueiro ou volante. Atualmente é auxiliar técnico da Seleção Mexicana.
É o quarto jogador a participar de cinco Copas do Mundo, assim como os goleiros Antonio Carbajal e Gianluigi Buffon e o líbero alemão Lothar Matthäus. Além disso, Márquez é o único a ser capitão em pelo menos uma partida de cada uma das cinco Copas que disputou.

## Carreira

### Clubes
Márquez era zagueiro e começou a carreira no Atlas, do México em 1996. Em 1999, foi contratado pelo Monaco, clube francês, onde jogou até 2003, até ser contratado pelo Barcelona.
No Barça, foi titular por muito tempo ao lado de Carles Puyol, e foi fundamental na conquista da Liga dos Campeões da UEFA de 2005–06, participando de todos os jogos, ficando de fora apenas nas quartas-de-final, nos jogos contra o Benfica, devido a uma lesão.
Foi um defensor cabeceador, cobrador de faltas além de possuir visão de jogo e lançamentos precisos, o que o levou até a jogar algumas partidas como volante pela Seleção Mexicana. Apesar da maturidade conquistada em campos europeus, às vezes demonstrava um temperamento demasiadamente explosivo em alguns momentos cruciais de uma partida.[carece de fontes?]

### Seleção Nacional
Pela Seleção Mexicana, Rafa Márquez começou a atuar em 1997. Sua estreia foi no jogo contra o Equador, em 5 de fevereiro de 1997.
Participou como titular nas Copas do Mundo de 2002, 2006, 2010 e 2014, e nas Olimpíadas de 2004. Além da Copa das Confederações FIFA de 1999, título que o revelou para o futebol europeu, e também foi um dos títulos mais importantes na história do México. Seu outro título com a Seleção foi a Copa Ouro da CONCACAF 2003, onde mostrou um ótimo desempenho.
Em junho de 2018, com a convocação para a Copa do Mundo, o jogador se igualou ao compatriota Antonio Carbajal, ao alemão Lothar Matthäus e ao italiano Gianluigi Buffon como o quarto jogador a disputar cinco Mundiais. Após a eliminação para o Brasil nas oitavas-de-final da competição realizada na Rússia, Márquez anunciou sua aposentadoria dos gramados.

### Gols internacionais
| #   | Data                    | Local                                                   | Adversário        | Placar | Resultado      | Competição                             |
| --- | ----------------------- | ------------------------------------------------------- | ----------------- | ------ | -------------- | -------------------------------------- |
| 1.  | 5 de fevereiro de 1999  | Hong Kong Stadium, Wan Chai, Hong Kong                  | Egito             | 1 – 0  | 3 – 0          | Copa Carlsberg de 1999                 |
| 2.  | 13 de fevereiro de 2000 | Qualcomm Stadium, San Diego, Estados Unidos             | Trinidad e Tobago | 1 – 0  | 4 – 0          | Copa Ouro da CONCACAF 2000             |
| 3.  | 3 de setembro de 2000   | Estadio Azteca, Cidade do México, México                | Panamá            | 5 – 1  | 7 – 1          | Elimin. da Copa do Mundo de 2002       |
| 4.  | 12 de maio de 2002      | Estadio Azteca, Cidade do México, México                | Colômbia          | 2 – 1  | 2 – 1          | Amistoso                               |
| 5.  | 24 de julho de 2003     | Estadio Azteca, Cidade do México, México                | Costa Rica        | 1 – 0  | 2 – 0          | Copa Ouro da CONCACAF 2003             |
| 6.  | 19 de junho de 2004     | Alamodome, San Antonio, Estados Unidos                  | Dominica          | 0 – 3  | 0 – 10         | Elimin. da Copa do Mundo de 2006       |
| 7.  | 7 de setembro de 2005   | Estadio Azteca, Cidade do México, México                | Panamá            | 2 – 0  | 5 – 0          | Eliminatórias da Copa do Mundo de 2006 |
| 8.  | 24 de junho de 2006     | Zentralstadion, Leipzig, Alemanha                       | Argentina         | 0 – 1  | 2 – 1 (a.e.t.) | Copa do Mundo de 2006                  |
| 9.  | 28 de março de 2007     | McAfee Coliseum, Oakland, Estados Unidos                | Equador           | 2 – 2  | 4 – 2          | Amistoso                               |
| 10. | 10 de setembro de 2008  | Estadio Víctor Manuel Reyna, Tuxtla Gutiérrez, México   | Canadá            | 2 – 0  | 2 – 1          | Elimin. da Copa do Mundo de 2010       |
| 11. | 11 de junho de 2010     | Soccer City, Joanesburgo, África do Sul                 | África do Sul     | 1 – 1  | 1 – 1          | Copa do Mundo 2010                     |
| 12. | 12 de junho de 2011     | Soldier Field, Chicago, Estados Unidos                  | Costa Rica        | 1 – 0  | 4 – 1          | Copa Ouro da CONCACAF de 2011          |
| 13. | 13 de novembro de 2013  | Estadio Azteca, Cidade do México, México                | Nova Zelândia     | 5 – 0  | 5 – 1          | Elimin. da Copa do Mundo de 2014       |
| 14. | 2 de abril de 2014      | University of Phoenix Stadium, Glendale, Estados Unidos | Estados Unidos    | 1 – 2  | 2 – 2          | Amistoso                               |
| 15. | 23 de junho de 2014     | Arena de Pernambuco, São Lourenço da Mata, Brasil       | Croácia           | 1 – 0  | 3 – 1          | Copa do Mundo FIFA de 2014             |
| 16. | 5 de junho de 2016      | University of Phoenix Stadium, Glendale, Estados Unidos | Uruguai           | 2 – 1  | 3 – 1          | Copa América Centenário                |
| 17. | 12 de novembro de 2016  | Mapfre Stadium, Columbus, Estados Unidos                | Estados Unidos    | 2 – 1  | 2 – 1          | Elim. da Copa do Mundo FIFA de 2018    |

## Títulos
Monaco
- Ligue 1: 1999–00
- Supercopa da França: 2000
- Copa da Liga Francesa: 2002–03

Barcelona
- La Liga: 2004–05, 2005–06, 2008–09 e 2009–10
- Supercopa da Espanha: 2005, 2006 e 2009
- Liga dos Campeões da UEFA: 2005–06 e 2008–09
- Copa do Rei: 2008–09
- Supercopa da UEFA: 2009
- Copa do Mundo de Clubes da FIFA: 2009

New York Red Bulls
- Conferência Leste (MLS): 2010 (temporada regular)

León
- Liga MX: 2013 (Apertura) e 2014 (Clausura)

Seleção Mexicana
- Copa das Confederações FIFA: 1999
- Copa Ouro da CONCACAF: 2003 e 2011

### Prêmios individuais
- Free Kick Masters: 2008[3]